# David Alberto Mendoza
David Alberto Mendoza Escobar (Tela, Atlántida, Honduras, 22 de diciembre de 1991) es un futbolista hondureño. Juega de lateral derecho y su equipo actual es el Juticalpa F. C. de la Liga de Ascenso de Honduras.
Es hermano menor del mundialista en Sudáfrica 2010, Sergio Mendoza.

## Trayectoria

### Platense
En sus inicios, probó suerte en las reservas de clubes grandes como Marathón y Motagua. Sin embargo, fue en Platense donde recibió las mayores oportunidades de juego. Debutó el 29 de julio de 2012 en la victoria de 1 a 0 sobre el Marathón, en un juego válido por la primera fecha del Torneo Apertura 2012. El 20 de septiembre de 2015, contra Olimpia en el Estadio Nacional, marcó su primer gol profesional dándole al Platense un histórico triunfo de 1 a 0 sobre el cuadro «merengue». 

### Honduras Progreso
El 19 de junio de 2017 fue presentado como refuerzo del Honduras Progreso, club que adquirió su pase por 3 años. Estuvo en nómina para la Liga Concacaf 2017, pero no jugó.

### Regreso a Platense
En 2018 retornó cedido a Platense. 

### Real de Minas
Para el Apertura 2019, Real de Minas lo incorporó a su plantilla en condición de cedido.

## Clubes
| Club                   | País     | Año             |
| ---------------------- | -------- | --------------- |
| Platense               | Honduras | 2012 - 2017     |
| Honduras Progreso      | Honduras | 2017 - 2018     |
| Platense (cesión)      | Honduras | 2018 - 2019     |
| Real de Minas (cesión) | Honduras | 2019 - 2021     |
| Platense               | Honduras | 2021 - 2022     |
| Olancho FC             | Honduras | 2022 - 2023     |
| Juticalpa FC           | Honduras | 2023 - Presente |

## Estadísticas

### Clubes
Actualizado al 3 de noviembre de 2019.
Último partido citado: Real de Minas 3 - 2 UPNFM.
| Equipo                           | Div.                | Temporada           | Liga     | Liga  | Copa Nacional | Copa Nacional | Copa Internacional(2) | Copa Internacional(2) | Total    | Total |
| Equipo                           | Div.                | Temporada           | Partidos | Goles | Partidos      | Goles         | Partidos              | Goles                 | Partidos | Goles |
| Platense Honduras                |                     |                     |          |       |               |               |                       |                       |          |       |
| 1.ª                              | 2012-13             | 3                   | 0        | -     | -             | -             | -                     | 3                     | 0        |       |
| 1.ª                              | 2013-14             | 17                  | 0        | -     | -             | -             | -                     | 17                    | 0        |       |
| 1.ª                              | 2014-15             | 18                  | 0        | -     | -             | -             | -                     | 18                    | 0        |       |
| 1.ª                              | 2015-16             | 27                  | 1        | -     | -             | -             | -                     | 27                    | 1        |       |
| 1.ª                              | 2016-17             | 37                  | 0        | -     | -             | -             | -                     | 37                    | 0        |       |
| Total                            | Total               | 102                 | 1        | 0     | 0             | 0             | 0                     | 102                   | 1        |       |
| Honduras Progreso Honduras       |                     |                     |          |       |               |               |                       |                       |          |       |
| 1.ª                              | 2017-18             | 12                  | 0        | -     | -             | 0             | 0                     | 12                    | 0        |       |
| Total                            | Total               | 12                  | 0        | 0     | 0             | 0             | 0                     | 12                    | 0        |       |
| Platense Honduras                |                     |                     |          |       |               |               |                       |                       |          |       |
| 1.ª                              | 2017-18             | 11                  | 0        | -     | -             | -             | -                     | 11                    | 0        |       |
| 1.ª                              | 2018-19             | 35                  | 0        | -     | -             | -             | -                     | 35                    | 0        |       |
| Total                            | Total               | 46                  | 0        | 0     | 0             | 0             | 0                     | 46                    | 0        |       |
| Real de Minas Honduras           |                     |                     |          |       |               |               |                       |                       |          |       |
| 1.ª                              | 2019-20             | 23                  | 0        | -     | -             | -             | -                     | 23                    | 0        |       |
| 1.ª                              | 2020-21             | 23                  | 0        | -     | -             | -             | -                     | 23                    | 0        |       |
| Total                            | Total               | 46                  | 0        | 0     | 0             | 0             | 0                     | 46                    | 0        |       |
| Platense Honduras                |                     |                     |          |       |               |               |                       |                       |          |       |
| 1.ª                              | 2021-22             | 11                  | 0        | -     | -             | -             | -                     | 11                    | 0        |       |
| Total                            | Total               | 11                  | 0        | 0     | 0             | 0             | 0                     | 11                    | 0        |       |
| Olancho FC Honduras              |                     |                     |          |       |               |               |                       |                       |          |       |
| 1.ª                              | 2022-23             | 0                   | 0        | -     | -             | -             | -                     | 0                     | 0        |       |
| Total                            | Total               | 0                   | 0        | 0     | 0             | 0             | 0                     | 0                     | 0        |       |
| Total en su carrera              | Total en su carrera | Total en su carrera | 217      | 1     | 0             | 0             | 0                     | 0                     | 217      | 1     |
| (1)Incluye Liga Concacaf (2017). |                     |                     |          |       |               |               |                       |                       |          |       |